# (20393) Kevinlane
(20393) Kevinlane est un astéroïde de la ceinture principale d'astéroïdes.

## Description
(20393) Kevinlane est un astéroïde de la ceinture principale d'astéroïdes. Il fut découvert le 19 juin 1998 à Socorro (Nouveau-Mexique) par le projet LINEAR. Il présente une orbite caractérisée par un demi-grand axe de 3,06 UA, une excentricité de 0,09 et une inclinaison de 8,8° par rapport à l'écliptique.